# Harmonicon cerberus

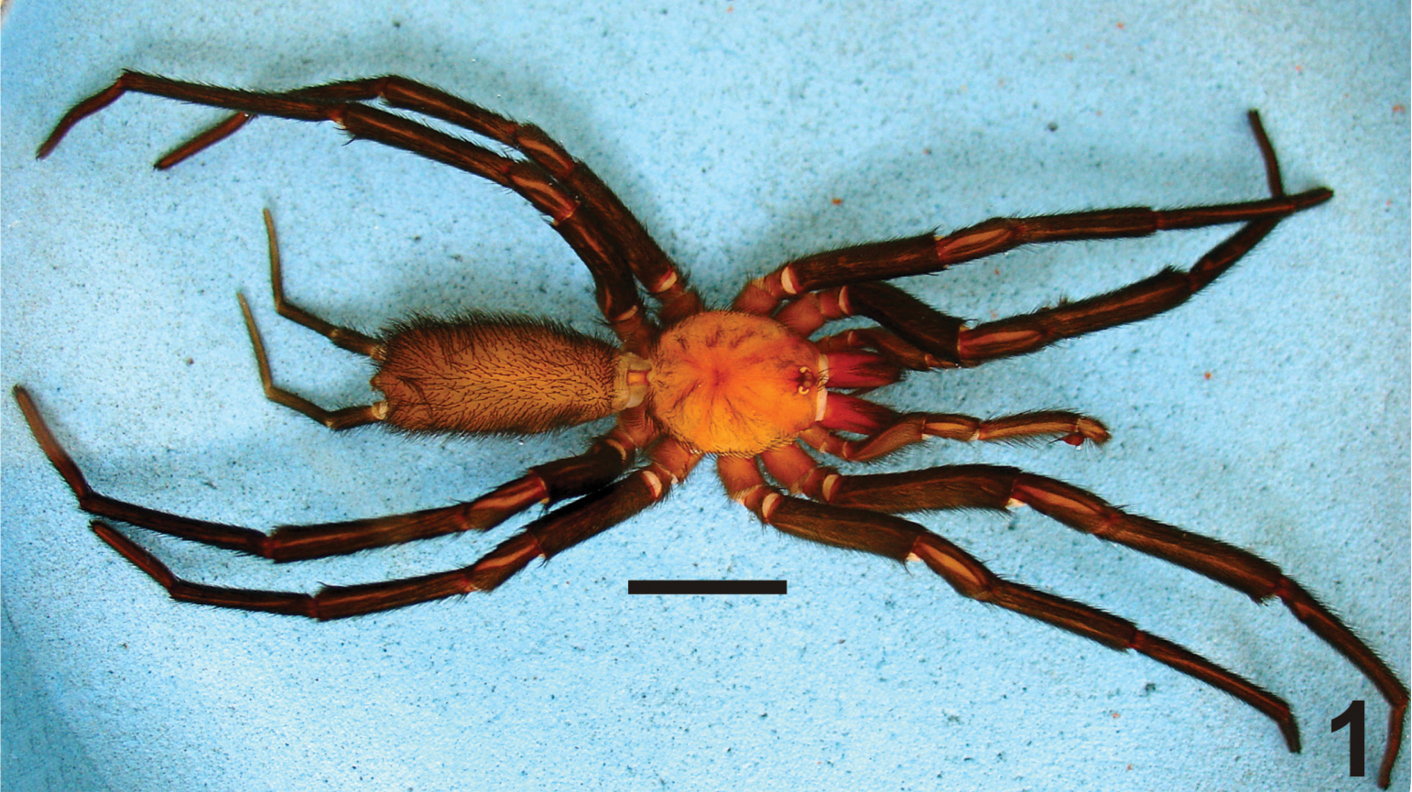
Harmonicon cerberus, mannetje

Harmonicon cerberus is een spinnensoort uit de familie Dipluridae. De wetenschappelijke naam van de soort werd voor het eerst geldig gepubliceerd in 2014 door Denis Rafael Pedroso en Renner Luiz Cerqueira Baptista
De soort komt voor in Brazilië.